# Meilenstein (Schkopau)

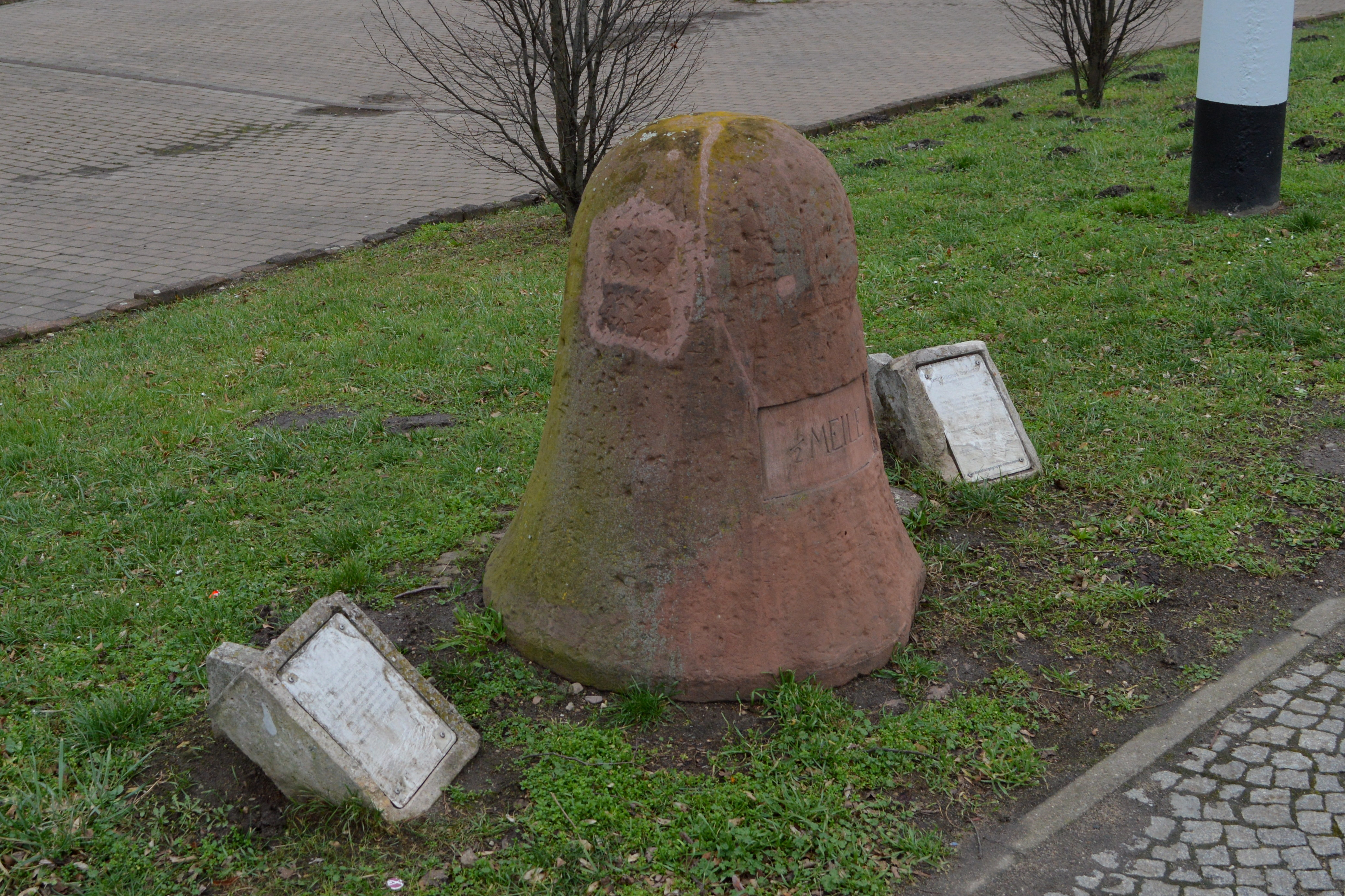
Distanzstein in Schkopau

Der Meilenstein von Schkopau ist ein denkmalgeschützter Meilenstein auf dem Gebiet der Gemeinde Schkopau in Sachsen-Anhalt. Im örtlichen Denkmalverzeichnis ist der Meilenstein unter der Erfassungsnummer 094 66061 als Kleindenkmal verzeichnet.
Beim Meilenstein in Schkopau handelt es sich um einen preußischen Halbmeilenstein. Bei der heute durch Schkopau führenden Bundesstraße 91 handelt es sich um einen Teil der Chausseestraße von Halle nach Zeitz. Auf Grund der Anweisung zum Kunststraßenbau in Preußen von 1814 des Königreichs Preußen erhielt Schkopau im Jahr 1821 seinen Meilenstein. Durch Sponsoren wurde er restauriert und an seinem historischen Standort mit zwei Erklärungstafeln wieder aufgestellt. Der Meilenstein von Schkopau ist nicht nur ein Kulturdenkmal, sondern zählt auch zu den technischen Denkmälern.